# Davide Lajolo
Davide Lajolo (Vinchio, 29 luglio 1912 – Milano, 21 giugno 1984) è stato uno scrittore, politico e giornalista italiano.

## Biografia
Davide Lajolo nasce da una modesta famiglia contadina astigiana e all'età di otto anni, per dargli la possibilità di continuare gli studi, dal momento che a Vinchio la scuola arrivava solamente al terzo ciclo di elementari, viene mandato dai genitori in collegio dai salesiani a Castelnuovo.
Il distacco dalla famiglia sarà doloroso ma necessario e il giovane, dopo alcuni tentativi di fuga, si rassegnerà alla vita del collegio iniziando a dimostrare buone attitudini per gli studi e soprattutto per la letteratura. Dopo la maturità classica, conseguita presso il Liceo Plana di Alessandria, segue per un breve periodo la carriera militare come il fratello maggiore, ma si dimostra soprattutto interessato alle discipline umanistiche e la sua ambizione è quella di diventare giornalista di professione.
Dal carattere avventuroso e difficile, rimane affascinato dalla propaganda mistica della rivoluzione fascista in contrapposizione ad un certo conformismo borghese, conosce alcuni gerarchi del regime e si iscrive al partito fascista.
Nel 1937 partecipa alla guerra di Spagna con il nome di battaglia "Ulisse" e milita nella divisione "Volontari del Littorio" sotto la guida del generale Annibale Bergonzoli. Sulla sua esperienza scrisse circa i rapporti con la popolazione locale:
(Davide Lajolo in Bocche di donne bocche di fucili)
Nel 1939 inizia a lavorare al Corriere Adriatico di Ancona e fra i suoi progetti c'è la pubblicazione della rivista di poesia Glauco. Nello stesso anno si unisce in matrimonio con la compaesana Rosetta Lajolo e pubblica il suo primo romanzo Bocche di donne bocche di fucili. Dall'unione con Rosetta nascerà la figlia Laurana.
Con i gradi di ufficiale dell'esercito partecipa alla seconda guerra mondiale sui fronti greco e albanese e, nonostante il suo passare da un campo di battaglia all'altro, in situazioni dove le barbarie diventano modello di vita e la ragione sembra scemare, continua a scrivere soprattutto poesie di rifiuto della morte e della guerra e di fedeltà ai giovani commilitoni caduti.
Risale al 1940 la sua prima raccolta poetica dal titolo Nel cerchio dell'ultimo sole e L'ultima rivoluzione e al 1943 il secondo libro di poesie, Ponte alla voce.
Fa carriera all'interno del PNF. Nel 1943 lascia il servizio militare perché viene nominato vice Segretario federale del PNF di Ancona. E manterrà tale carica fino alla caduta del fascismo il 25 luglio 1943.

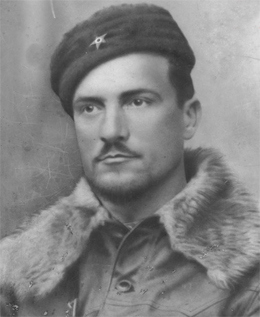
Lajolo durante la Resistenza.

Un cambiamento radicale, che lo porterà in seguito a sconfessare i suoi trascorsi giovanili, giunge l'8 settembre 1943, al ritorno al paese natio, dove prende la tormentata decisione di passare alla lotta partigiana sulle colline astigiane, con il nome di battaglia di Ulisse.
Tracce di questa conversione, definita da lui stesso "voltar gabbana", si trovano in Classe 1912 (1945) (ristampato nel 1975 e nel 1995 con il titolo A conquistare la rossa primavera) e ne Il voltagabbana (1963), in cui l'autore analizza le ragioni che lo portarono a schierarsi, dopo una giovinezza fascista, dalla parte della Resistenza.
Nel 1945 diventa caporedattore e poi direttore dell'edizione dell'Italia settentrionale de l'Unità, nel 1947 si trasferisce, come vicedirettore, a l'Unità di Milano e dal 1949 al 1958 ne è direttore.
Lajolo, sempre più immerso e legato al mondo del giornalismo, fonda il giornale sportivo Il campione, dirige negli anni settanta Giorni-Vie nuove e collabora molto assiduamente a quotidiani e settimanali; per molti anni con Giancarlo Vigorelli è direttore della rivista Europa Letteraria, pubblica la raccolta di poesie Ponte alla Noce (1939), un romanzo ambientato nelle risaie piemontesi, Quaranta giorni, quaranta notti (1952), volumi autobiografici e alcune raccolte di racconti.
Nel 1956 compie un viaggio in Cina, che assume per lo scrittore un'indimenticabile esperienza e incontra Mao Tse Tung e Ciu En Lai.
Nel 1958 viene eletto deputato per il partito comunista, incarico svolto per tre legislature consecutive, fino al 1972, e assume la carica di Deputato Questore.
Per un breve periodo è vicepresidente della Commissione interparlamentare di Vigilanza sulla RAI-TV e si batte contro la censura del cinema. Durante gli anni delle sue legislature si prodiga, insieme a Sandro Pertini, per arricchire la pinacoteca della Camera dei deputati con numerosi dipinti di artisti, per lo più contemporanei.

Lajolo negli ultimi anni di vita.

Continua comunque la sua attività di scrittore e nel 1960 pubblica la sua opera più nota II vizio assurdo - Storia di Cesare Pavese, una commossa rievocazione della vita di Cesare Pavese, suo fraterno amico che, tradotta in molte lingue, vinse nel 1961 il premio Crotone.
Svolge anche un'intensa attività di consulente per le case editrici Rizzoli, Sperling & Kupfer, Frassinelli; nel 1972 pubblica la biografia di un noto fondatore del sindacalismo italiano, Giuseppe Di Vittorio, intitolato Il volto umano di un rivoluzionario: la straordinaria avventura di Giuseppe Di Vittorio, e con Veder l'erba dalla parte delle radici nel 1977 vince il prestigioso Premio Viareggio; infine, nel 1983, da dialoghi con Leonardo Sciascia, pubblica Conversazione in una stanza chiusa.
Nel 1983, con Il merlo di campagna e il merlo di città vince il Premio Stresa di Narrativa.
Lajolo scrive anche sceneggiature per il teatro, a partire dal suo successo Il vizio assurdo, in collaborazione con Diego Fabbri, Luigi Vannucchi come attore e Giancarlo Sbragia come regista oltre a I giorni, gli uomini da Fiori rossi al Martinetto che, sotto la regia di Leandro Castellani, venne rappresentato al Teatro Stabile di Torino.
Scrive inoltre sceneggiature per il cinema e la televisione e cura la stesura di documentari televisivi, oltre a condurre per la televisione le trasmissioni con Guido Sacerdote su Beppe Fenoglio intitolate Voi ed io - dialogo con gli ascoltatori e la rubrica Tuttolibri.
Colpito da un secondo infarto, chiude la sua vita, vissuta con spirito libero e anticonformista, il primo giorno d'estate, il 21 giugno 1984 a Milano e riposa nella tomba di famiglia a Vinchio che riporta il motto scelto dallo stesso scrittore: «Dignità nella vita, serenità nella morte».

## Il rapporto con Beppe Fenoglio
Davide Lajolo fu protagonista della bocciatura di uno degli scrittori italiani oggi più apprezzati, Beppe Fenoglio, quando dalle pagine de L'Unità criticò aspramente il racconto I ventitré giorni della città di Alba, reo di non aver dipinto una Resistenza eroica: «Pubblicare e diffondere questo tipo di letteratura significa non soltanto falsare la realtà, significa sovvertire i valori umani e distruggere quel senso di dirittura e onestà morale di cui la tradizione letteraria può farsi vanto [...] Stupisce che un editore come Einaudi pubblichi roba del genere, con partigiani che stanno tra la caricatura e il picaresco».
Poi però ci fu una vigorosa correzione di rotta. Negli anni settanta, Lajolo dedicò al conterraneo tutta una serie di opere: radio, tv, riscrittura, critica, biografia si intrecciano in un solido ritratto multimediale di Fenoglio, che spesso fa emergere sull'opera elementi in precedenza poco noti. Il riferimento bibliografico principale è Davide Lajolo, Fenoglio. Un guerriero di Cromwell sulle colline delle Langhe, Milano, Rizzoli, 1978.

## Riconoscimenti
- Ambrogino d'oro - 7 dicembre 1981[2][7]

## Opere
- Davide Lajolo, Bocche di donne bocche di fucili, Osimo, Barulli, 1939.
- Davide Lajolo, Nel cerchio dell'ultimo sole, Genova, Emiliano degli Arfini, 1940.
- Davide Lajolo, I corsivi di Ulisse, Milano, La nuova cultura, 1953.
- Davide Lajolo, Quaranta giorni quaranta notti, Milano, Ceschina, 1955.
- Davide Lajolo, Il "vizio assurdo". Storia di Cesare Pavese, Milano, Il Saggiatore, 1960.
- Davide Lajolo, Il voltagabbana, Milano, Il Saggiatore, 1963.
- Davide Lajolo, Come e perché, Milano, Palazzi, 1968.
- Davide Lajolo, Cultura e politica in Pavese e Fenoglio, Firenze, Vallecchi, 1970.
- Davide Lajolo, Poesia come pane, Milano, Rizzoli, 1973.
- Davide Lajolo, I rossi, Milano, Rizzoli, 1974.
- Davide Lajolo, Finestre aperte a Botteghe Oscure, Milano, Rizzoli, 1975.
- Davide Lajolo, I mé, Firenze, Vallecchi, 1977.
- Davide Lajolo, Veder l'erba dalla parte delle radici, Milano, Rizzoli, 1977.
- Davide Lajolo, Fenoglio. Un guerriero di Cromwell sulle colline delle Langhe, Milano, Rizzoli, 1978.
- Davide Lajolo, Il volto umano di un rivoluzionario. La straordinaria avventura di Giuseppe Di Vittorio, Firenze, Vallecchi, 1979.
- Davide Lajolo, Conversazione in una stanza chiusa con Leonardo Sciascia, Milano, Sperling & Kupfer, 1980.
- Davide Lajolo, Ventiquattro anni, Milano, Rizzoli, 1981.
- Davide Lajolo, Su fratelli su compagni, Cuneo, L'Arciere, 1983.
- Davide Lajolo, Il merlo di campagna e il merlo di città, Milano, Rizzoli, 1983.
- Davide Lajolo, Conversazione in una stanza chiusa con Mario Soldati, Milano, Frassinelli, 1983.
- Davide Lajolo, Parole con Piero Chiara, Milano, Frassinelli, 1984.
- Davide Lajolo, Gli uomini dell'arcobaleno, Parma, Augusto Agosta Tota Editore, 1984.
- Davide Lajolo, Il partigiano Johnny, a cura di Roberto Mosena, CISU, Roma 2006.